# Duncan Haldane
Frederick Duncan Michael Haldane (Londra, 14 settembre 1951) è un fisico britannico, Premio Nobel per la fisica nel 2016 assieme a David Thouless e J. Michael Kosterlitz “per le scoperte teoriche di transizioni di fase topologiche e fasi topologiche della materia”.
Ha lavorato come fisico presso l'Institut Laue-Langevin in Francia tra il 1977 e il 1981 prima di unirsi alla University of Southern California.